# ストックレー邸

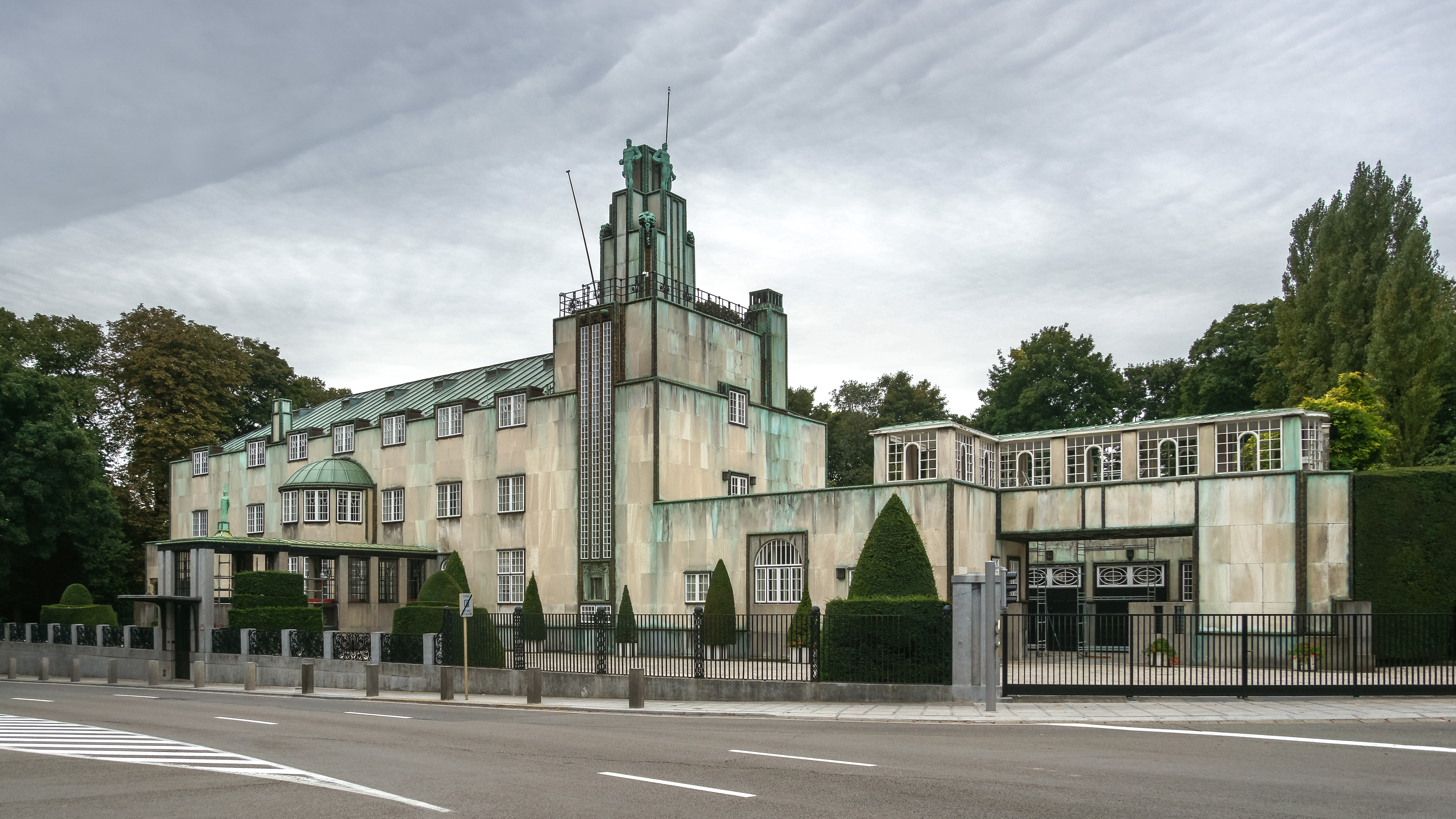
外観

ストックレー邸（Le palais Stoclet）は、ブリュッセルのテルヴュラン通り279/281番地（le 279/281 avenue de Tervueren）に残る邸宅で、2009年6月の世界遺産委員会で、ユネスコの世界遺産リストに登録されたモダニズム建築である。
この邸宅は、1903年か1904年に、ベルギーの金融業者アドルフ・ストックレー（Adolphe Stoclet）の私邸とするために、オーストリアの建築家ヨーゼフ・ホフマンによって考案されたものである。実際の建築は、1905年から1911年にかけて段階的に行われた。 
ストックレー邸は、20世紀初頭に発達した、内装・外装、家具・日用品、庭園などを不可分のものと捉える総合芸術 (Gesamtkunstwerk) を体現した建物である。内装はグスタフ・クリムトとフェルナン・クノップフが手がけた。
建物は直線的で、曲線が主体だったアール・ヌーヴォーの時代にあっては革新的なものだった。それはキュビズムの到来を告げ、アール・デコの時代を20年先取りするものであった。

## 歴史
アドルフ・ストックレーは1871年にベルギーの銀行家の家に生まれた。彼は民間技師となった後、ソシエテ・ジェネラルの頭取（directeur）になった。彼は1902年から1904年に仕事でウィーンを定期的に訪れており、その地でウィーン分離派の指導的立場の一人であった建築家ヨーゼフ・ホフマンと出会い、アバンギャルド的な嗜好を共有したのである。
ストックレーは、私邸を建てたいと思っていた。当初、ウィーンで建てることも考えたが、最終的にはブリュッセルに建てることになった。彼はホフマンに仕事を依頼した際に、計画面で白紙委任しただけでなく、予算の上限も設けなかった。
ホフマンは ウィーン工房の職人たちを指揮した。彼らは20世紀初頭にアール・ヌーヴォーやアール・デコといった前衛的な様式全体に決定的な影響を及ぼした者たちである。それまでにない芸術家たちと職人たちの結びつきは「総合芸術」という概念を生み出し、照明や子供の玩具を始め、扉の取手や植木鉢などの細部まで考え抜かれたデザインが行われた。ホフマンは建材にも配慮し、最高級の大理石や木材、上質の皮革などを選り抜いている。
この邸宅の常連客には芸術界の著名人が名を連ねており、ホフマンによってデザインされた芳名録には、ジャン・コクトー、アナトール・フランス、サシャ・ギトリ、ダリウス・ミヨー、セルゲイ・ディアギレフ、イーゴリ・ストラヴィンスキーといった名が並ぶ。現在は一般向けには公開されていないが、最近ではジョージ・H・W・ブッシュが特別に訪問の機会を得ている。
1976年に史跡となったこの邸宅には、アドルフ・ストックレーの義理の娘アニー・ストックレー（Anny Stoclet）が亡くなる2002年まで住み続けていた。

## 概要
ストックレー邸は、ヴォルヴェ公園（Woluwe）からもそう遠くないテルヴュラン通りに建っている。
内装
クリムトたちは、工房の中で、シャンデリアから銀食器に至るまで内部を飾る多くの要素や家具を作成した。
食堂は大理石、ガラス、貴石などのモザイク画に覆われているが、それはクリムトの素描に基づいて構想され、レオポルト・フォルシュトナー（Leopold Forstner）によって作成されたものである。
外装
落成後、ブリュッセル市民たちは、ストックレー邸の持ち主が、サンカントネール公園とテルヴュランの王領地を結ぶ壮麗な並木道を作らせた国王レオポルド2世に対する敵意を示すために、建物がテルヴュラン通りに背を向けて建っていると噂しあった。
ブリュッセル市民をより深刻に当惑させたのは、そのファサードの洗練された佇まいであったろう。それは、青銅の棒で飾られ、カッラーラ産大理石に覆われた立方体の線で構成されている。塔はフランツ・メツナー（Frantz Metzner）の彫刻を戴いている。
通りに面した側は、いささか味気ない都会的な佇まいだが、もう一方はホフマンが設計した庭園に面している。庭園は建物の幾何学的な線を引き継いでおり、テラスを戴く2つの対称的な突出部が、一体となった庭園と邸宅の繋がりをしっかりと裏支えしている。
建築や植物要素の構成は切れ目のない印象を作り出しており、散歩道によって結びつけられた池、蔓棚、クマシデの並木道、噴水の受水盤、植物の大きな鉢などは今日までよく保存されている。

## 保存をめぐる問題
所有権をめぐっては、相続者たちとブリュッセル当局との間で、何年にもわたる法廷闘争が繰り広げられた。ホフマンが構想した住居は1976年に史跡に指定されはしたが、3000万ユーロ以上と見積もられている家具・調度品類は対象外だったからである。 
ブリュッセル当局は、ユネスコへの世界遺産推薦も見据えて、住居内の要素全ても指定対象としたかったのだが、家財を自由に処分できるように強く要請した相続者たちと対立したのである。オーストリアも買い手として参入しようとしたが、徒労におわった。
家具類の指定に関する一連の訴訟手続きは2006年11月に決着した。その際にまとめられた一覧は277項目にわたり、家具、装飾品類、シャンデリア、銀食器、庭園の調度品などが含まれていた。建物とその内部のもの全てを指定するのは、ベルギーでは初めてのことだった。 
2009年6月27日には世界遺産リストにも登録された。

## 登録基準
この世界遺産は世界遺産登録基準のうち、以下の条件を満たし、登録された（以下の基準は世界遺産センター公表の登録基準からの翻訳、引用である）。
- (1) 人類の創造的才能を表現する傑作。
- (2) ある期間を通じてまたはある文化圏において、建築、技術、記念碑的芸術、都市計画、景観デザインの発展に関し、人類の価値の重要な交流を示すもの。